# Мануба (област)
Мануба (на арабски: ولاية منوبة‎) е една от 24-те области (вилаети) на Тунис. Разположена е в северната част на страната. Площта на област Мануба е 1137 км², а населението е около 336 000 души (2004). Столица на областта е град Мануба.